# Antonio Avelar
José Antonio Rodriguez Avelar (* 28. August 1958 in Jalisco) ist ein ehemaliger mexikanischer Boxer im Fliegengewicht.

## Profikarriere
Im Jahre 1975 begann Avelar seine Profikarriere mit vier Siegen in vier Kämpfen, die alle in Guadalajara ausgetragen wurden. Am 12. Mai 1981 boxte er in Mito gegen den Japaner Shōji Oguma um die WBC-Weltmeisterschaft und gewann durch klassischen K. o. in Runde 7. Diesen Gürtel verlor er allerdings bereits bei seiner zweiten Titelverteidigung am 20. März des darauffolgenden Jahres im Estadio Tamaulipas an Prudencio Cardona durch Knockout.
Am 25. Juli 1987 forderte er den Kolumbianer Miguel Lora zu einer Verteidigung des WBC-Weltmeistertitels im Bantamgewicht heraus. Avelar erlitt in diesem Kampf, der in Miami stattfand, eine Niederlage durch K. o. und beendete daraufhin seine Karriere.